# Лассюр
Лассю́р (фр. Lassur) — коммуна во Франции, находится в регионе Юг — Пиренеи. Департамент коммуны — Арьеж. Входит в состав кантона Ле-Кабан. Округ коммуны — Фуа.
Код INSEE коммуны — 09159.

## Население
Население коммуны на 2008 год составляло 67 человек.
| 1962 | 1968 | 1975 | 1982 | 1990 | 1999 | 2008 |
| ---- | ---- | ---- | ---- | ---- | ---- | ---- |
| 94   | 106  | 83   | 65   | 55   | 62   | 67   |

## Экономика
В 2007 году среди 45 человек в трудоспособном возрасте (15—64 лет) 28 были экономически активными, 17 — неактивными (показатель активности — 62,2 %, в 1999 году было 62,2 %). Из 28 активных работали 26 человек (12 мужчин и 14 женщин), безработными были 2 мужчин. Среди 17 неактивных 3 человека были учениками или студентами, 11 — пенсионерами, 3 были неактивными по другим причинам.